# Achillea barrelieri
il  millefoglio di Barrelier (nome scientifico  Achillea barrelieri   (Ten.) Sch.Bip., 1855) è una specie di pianta angiosperma dicotiledone della famiglia delle Asteraceae (sottofamiglia Asteroideae, tribù Anthemideae (Eurasian grade) e sottotribù Matricariinae).

## Etimologia
Il nome del genere è stato fissato da Linneo e deriva dalla credenza che Achille avesse usato queste piante durante l'assedio di Troia (così racconta Plinio) per curare le ferite insanabili di Telefo, dietro consiglio di Venere, avendo appreso da Chirone le virtù medicinali delle stesse.. Il nome della specie (barrelieri) è stato dato in onore al biologo e domenicano francese Jacques Barrelier (1606 – 1673).
Il nome scientifico della specie è stato definito dai botanici Michele Tenore (1780-1861) e Carl Heinrich Schultz (1805-1867) nella pubblicazione " Flora; oder, (allgemeine) botanische Zeitung. Regensburg, Jena" (  Flora 38: 15.) del 1855.

## Descrizione

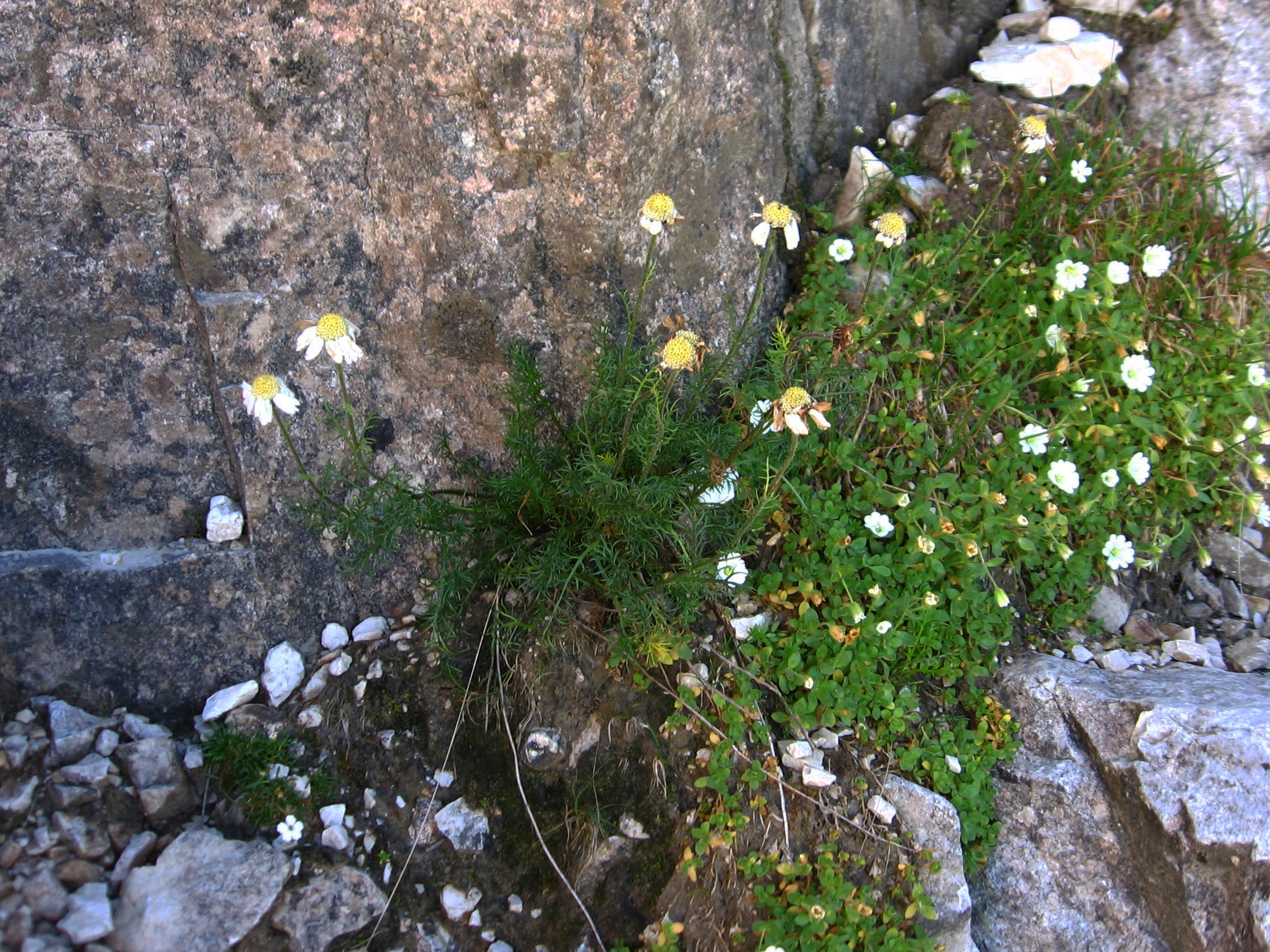
Il portamento

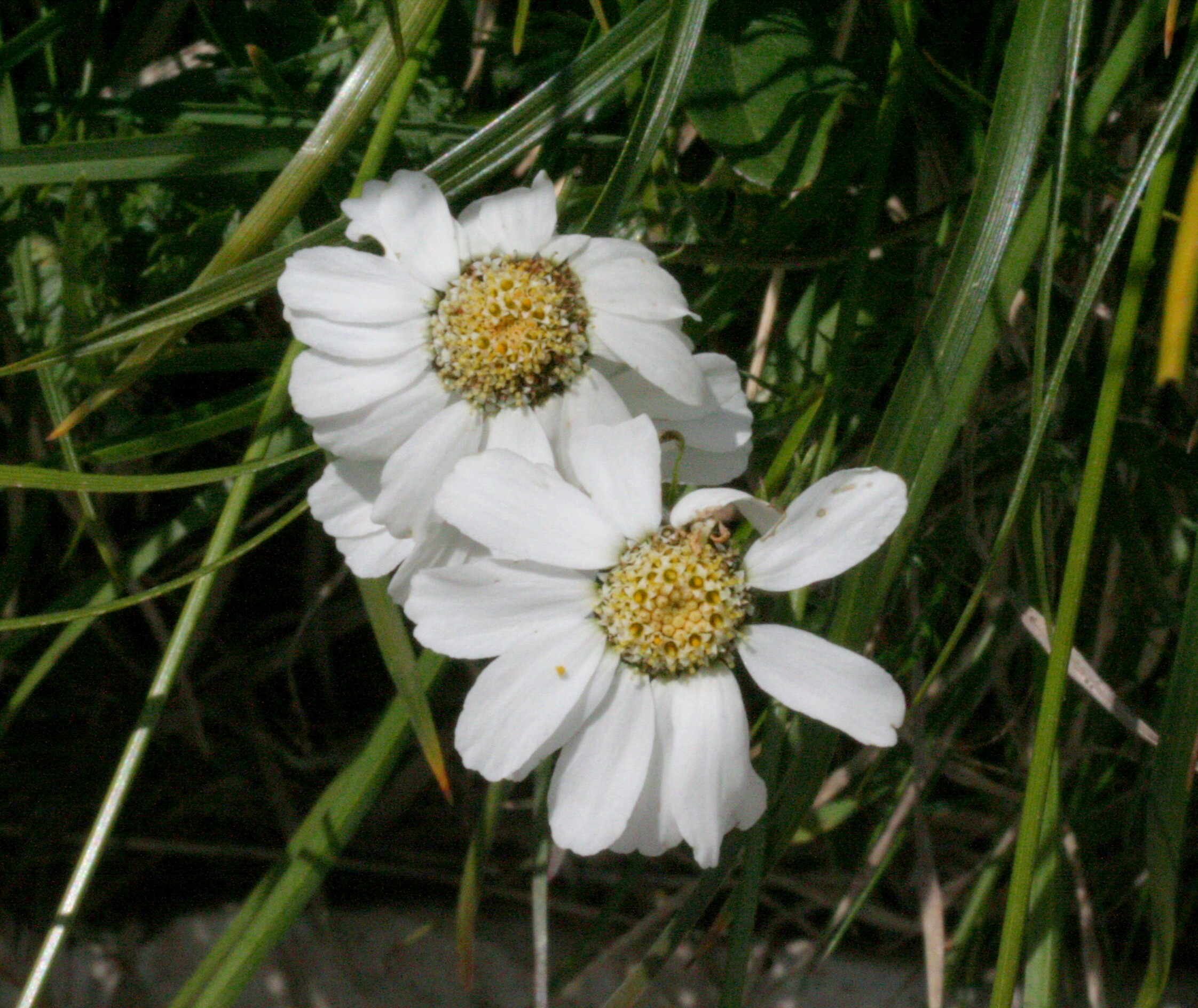
Infiorescenza

Portamento. La specie di questa voce è una pianta erbecea perenne. Sono piante grigio-tomentose (i peli, molto densi, formano un feltro compatto). La forma biologica è emicriptofita cespitosa (H caesp), sono piante erbacee, bienni o perenni, con gemme svernanti al livello del suolo e protette dalla lettiera o dalla neve e presentano ciuffi fitti di foglie che si dipartono dal suolo.
Fusto. i fusti sono generalmente prostrati, rivestiti da fitti peli lunghi 0,5 – 1 mm; alla base sono presenti delle guaine brune quasi nere. Altezza: da 5 a 12 cm.
Foglie. Le divisioni del primo ordine sono brevi (3 – 7 mm); hanno forme oblanceolato-spatolate intere con apice ottuso. La distanza tra un segmento laterale e l'altro è molto poca (si toccano). Dimensione delle foglie: larghezza 1 – 1,5 cm; lunghezza 3 – 6 cm. Dimensione delle ultime lacinie: larghezza 1 mm; lunghezza 3 mm.
Infiorescenza. Le sinflorescenze sono formate da capolini calatidi dal diametro di pochi millimetri raccolti in modo corimboso molto denso; raramente sono solitari. Le infiorescenze vere e proprie sono composte da un capolino terminale peduncolato di tipo radiato. Il peduncolo del capolino è ricoperto da poche brattee (1 – 2). I capolini sono formati da un involucro, con forme emisferiche, composto da diverse brattee, al cui interno un ricettacolo fa da base ai fiori di due tipi: fiori del raggio e fiori del disco. Le brattee, con forme da oblunghe, ovate a oblanceolate o lanceolate con nervature centrali evidenti e a consistenza erbacea (scariose scure ai margini), sono disposte in modo più o meno embricato su più serie (da 2 a 3). Il ricettacolo è piatto o da emisferico a conico, ed è provvisto di pagliette trasparenti a protezione della base dei fiori. Diametro del capolino: 2 - 3 cm. Diametro dell'involucro: 8 mm.
Fiori.  I fiori sono tetra-ciclici (formati cioè da 4 verticilli: calice – corolla – androceo – gineceo) e pentameri (calice e corolla formati da 5 elementi). Si distinguono in:
- fiori del raggio (esterni): da 13 a 18 per capolino, sono femminili, fertili e sono disposti su una serie; la forma è ligulata (zigomorfa); a volte possono mancare o essere sterili;
- fiori del disco (centrali): sono più numerosi con forme brevemente tubulose (attinomorfe); sono ermafroditi e fertili.

- Formula fiorale:

*/x K {\displaystyle \infty }, [C (5), A (5)], G 2 (infero), achenio
- Calice: i sepali del calice sono ridotti ad una coroncina di squame.

- Corolla:

- fiori del raggio: la forma della corolla alla base è piatta/tubulosa, mentre all'apice è ligulata; la ligula, riflessa e lunga 5 - 8 mm, termina con 3 denti ed ha delle forme largamente obovate; il colore è bianco;
- fiori del disco: la forma della corolla è tubulare bruscamente divaricata in 5 lobi ed è lievemente zigomorfa in quanto due lobi sono più larghi degli altri; i lobi, patenti o eretti, hanno una forma obovata 1,5 volte più lunghi che larghi; gli stimmi sono gialli; il colore è bianco-cinerino.

- Androceo: l'androceo è formato da 5 stami (alternati ai lobi della corolla) sorretti da filamenti generalmente liberi con un collare a forma di balaustra; gli stami sono connati e formano un manicotto circondante lo stilo. Le antere possono essere sia di tipo basifissa che medifissa (ossia attaccate al filamento per la base – nel primo caso; oppure in un punto intermedio – nel secondo caso).[14] Questa caratteristica ha valore tassonomico in quanto distingue i generi gli uni dagli altri. Il tessuto endoteciale (rivestimento interno dell'antera) non è polarizzato. Il polline è sferico con un diametro medio di circa 25 micron;  è tricolporato (con tre aperture sia di tipo a fessura che tipo isodiametrica o poro) ed è echinato (con punte sporgenti).

- Gineceo: l'ovario è infero uniloculare formato da 2 carpelli. Lo stilo (il recettore del polline) è profondamente bifido (con due stigmi divergenti) e con le linee stigmatiche marginali separate o contigue. I due bracci dello stilo hanno una forma troncata e possono essere papillosi o ricoperti da ciuffi di peli.

- Antesi: da luglio ad agosto.

Frutti. I frutti sono degli acheni privi di pappo. La forma è obovoide dorsoventralmente compressa quasi appiattita con 2 coste laterali e raramente con una addizionale costa adassiale. L'apice è arrotondato. Il pericarpo può possedere alcune cellule mucillaginifere con o senza sacche longitudinali di resina.

## Biologia
Impollinazione: tramite insetti (impollinazione entomogama tramite farfalle diurne e notturne).

Riproduzione: la fecondazione avviene fondamentalmente tramite l'impollinazione dei fiori.

Dispersione: i semi cadono a terra e vengono dispersi soprattutto da insetti come formiche (disseminazione mirmecoria). Un altro tipo di dispersione è zoocoria: gli uncini delle brattee dell'involucro (se presenti) si agganciano ai peli degli animali di passaggio che portano così i semi anche su lunghe distanze. Inoltre per merito del pappo (se presente) il vento può trasportare i semi anche per alcuni chilometri (disseminazione anemocora).

## Distribuzione e habitat

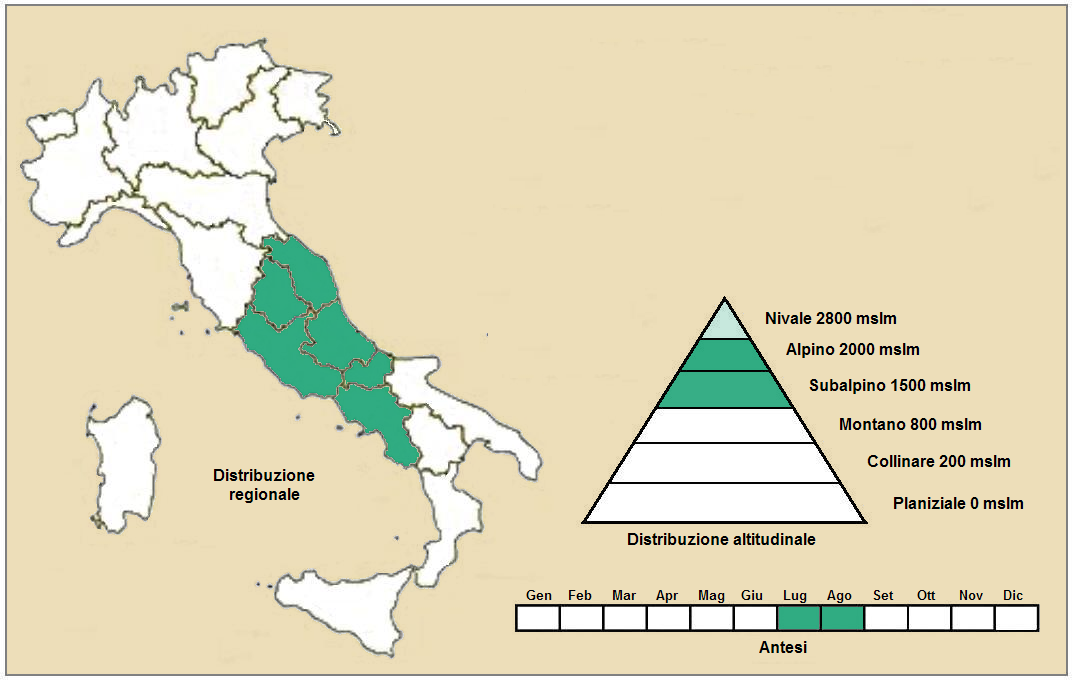
Distribuzione regionale

Geoelemento: il tipo corologico (area di origine) è Endemico.

Distribuzione: in Italia è comune ed è presente negli Appennini centrali e meridionali.

Habitat: l'habitat tipico per questa pianta sono le ghiaie consolidate e le zolle pioniere.

Distribuzione altitudinale: sui rilievi appenninici queste piante si possono trovare da 2000 a 2600 m s.l.m..

## Sistematica
La famiglia di appartenenza di questa voce (Asteraceae o Compositae, nomen conservandum) probabilmente originaria del Sud America, è la più numerosa del mondo vegetale, comprende oltre 23.000 specie distribuite su 1.535 generi, oppure 22.750 specie e 1.530 generi secondo altre fonti (una delle checklist più aggiornata elenca fino a 1.679 generi). La famiglia attualmente (2021) è divisa in 16 sottofamiglie; la sottofamiglia Asteroideae è una di queste e rappresenta l'evoluzione più recente di tutta la famiglia.

### Filogenesi
Il gruppo di questa voce è descritto nella tribù Anthemideae, una delle 21 tribù della sottofamiglia Asteroideae). In base alle ultime ricerche nella tribù sono stati individuati (provvisoriamente) 4 principali lignaggi (o cladi): "Southern hemisphere grade", "Asian-southern African grade", "Eurasian grade" e "Mediterranean clade". Il genere Tanacetum (insieme alla sottotribù Anthemidinae) è incluso nel clade Eurasian grade. Nella struttura interna della sottotribù si individuano due cladi. Il genere di questa voce fa parte del clade comprendente i generi Archanthemis , Xylanthemum  e Gonospermum.
Nella "Flora d'Italia" le specie spontanee di Achillea sono suddivise in due sottogeneri, 7 sezioni e alcuni aggregati. Achillea barrelieri appartiene alla prima sezione caratterizzata da capolini radiati solitari (un solo capolino per ciascun fusto fiorifero). Achillea barrelieri inoltre fa parte dell'Aggregato di A. oxyloba tutte a capolino unico.
I caratteri distintivi della specie  A. barrelieri sono:
- la pianta è completamente grigio-tomentosa;
- i fusti sono ricoperti da un feltro di peli lunghi 0,5 - 1 mm;
- le lacinie di primo ordine delle foglie sono intere.

Il numero cromosomico delle specie di questa voce è: 2n = 18.

### Variabilità
Per questa specie sono riconosciute le seguenti sottospecie:
- Achillea barrelieri subsp. barrelieri - Distribuzione: Italia
- Achillea barrelieri subsp. elegans (Fiori) Bazzichelli, 1972 - Distribuzione: Italia (non desctitta nella "Flora d'Italia")
- Achillea barrelieri subsp. mucronulata  (Bertol.) Heimerl, 1884 - Distribuzione: Italia

#### Descrizione sottospecie italiane
In Italia allo stato spontaneo è presente, oltre alla subsp. barrelieri descritta nel paragrafo "Descrizione", la subsp. mucronulata qui sotto brevemente descritta.

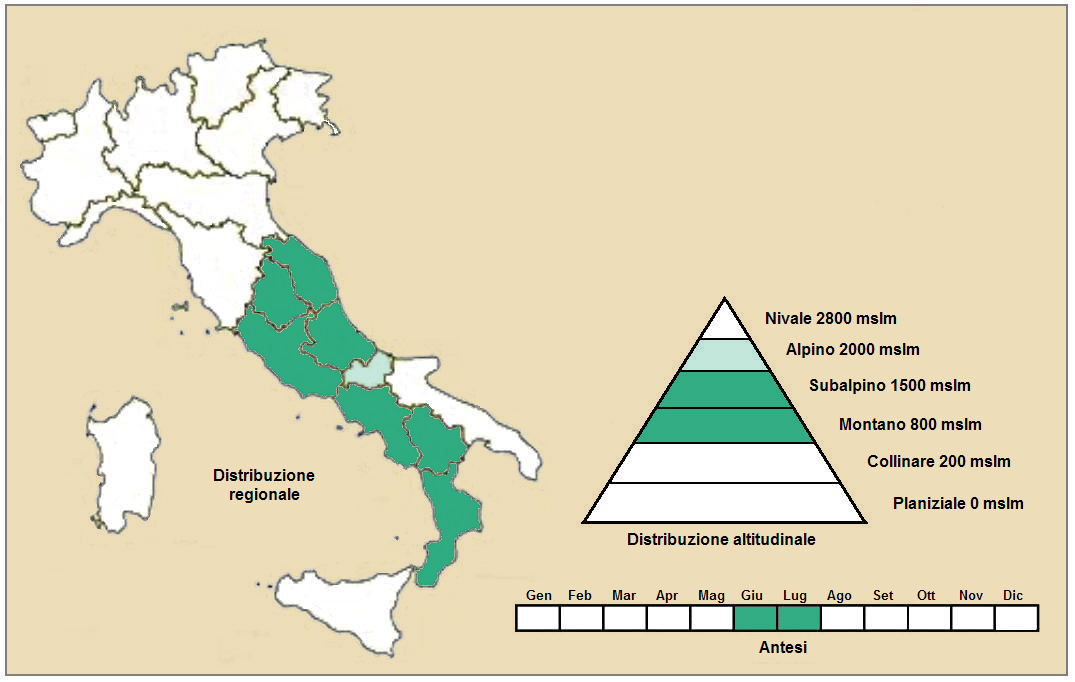
Distribuzione regionale della subsp. mucronulata

- Nome scientifico: Achillea barrelieri (Ten.) Sch.Bip. subsp. mucronulata (Bertol.) Heimerl
- Nome comune italiano: Millefoglio appenninico.
- Descrizione: sono piante glabre o con pochi peli sparsi. La forma biologica è emicriptofita scaposa (H scap), ossia in generale sono piante erbacee, a ciclo biologico perenne, con gemme svernanti al livello del suolo e protette dalla lettiera o dalla neve e sono dotate di un asse fiorale eretto e spesso privo di foglie.
- Altezza: da 10 a 30 cm.
- Fusto: i fusti sono cilindrici ricoperti da peli di 0,5 mm; alla base sono presenti delle guaine nere.
- Foglie: le lacinie delle foglie basali maggiori sono tri-forcate con ciascun segmento a sua volta diviso in tre lobi. Lunghezza delle lacinie (o segmenti) del primo ordine: 10 – 15 mm. La distanza tra un segmento laterale e l'altro è di 3 – 6 mm. Dimensione delle lacinie delle foglie cauline superiori: larghezza 1,5 – 2,5 mm; lunghezza 3 – 4 mm.
- Capolino: il peduncolo del capolino è nudo (afillo). Diametro capolino: 3,5 - 4 cm. Diametro ricettacolo: 12 - 13 mm.
- Fioritura: da giugno a luglio.
- Geoelemento: il tipo corologico (area di origine) è Endemico.
- Distribuzione: in Italia è rara ed è presente negli Appennini centrali e meridionali.
- Habitat: l'habitat tipico per questa pianta sono le rupi e i macereti su substrato calcareo.
- Distribuzione altitudinale: sui rilievi appenninici queste piante si possono trovare da 600 a 2000 m s.l.m..
- Numero cromosomico: 2n = 18.
- Fitosociologia: per l'areale italiano questa sottospecie appartiene alla seguente comunità vegetale:[19]

Macrotipologia: vegetazione casmofitica, glareicola ed epifitica
Classe: Asplenietea trichomanis (Br.-Bl. in Meier & Br.-Bl. 1934) Oberdorfer, 1977
Ordine: Potentilletalia caulescentis Br.-Bl. in Br.-Bl. & Jenny, 1926
Alleanza: Saxifragion australis Biondi & Ballelli ex Brullo, 1984
Descrizione. L'alleanza Saxifragion australis è relativa alle comunità rupestri che si sviluppano su rocce calcaree e dolomitiche dell’Appennino centrale e meridionale e della Sicilia orientale, dal piano collinare a quello subalpino in condizioni umide e fresche.
Specie presenti nell'associazione: Campanula tanfanii, Campanula pollinensis, Saxifraga stabiana, Saxifraga callosa, Trisetum bertolonii, Thymus striatus, Potentilla caulescens, Potentilla apennina, Rhamnus pumilus, Artemisia eriantha, Silene acaulis, Achillea lucana, Asperula calabra, Hieracium portanum, Hieracium pollinense, Edraianthus graminifolius, Edraianthus graminifolius, Draba aizoides, Festuca alfrediana e Galium palaeoitalicum e Achillea barrelieri subsp. mucronulata.
Nota: nella "Flora d'Italia" questa sottospecie è indicata come A. mucronulata Bertol..

### Sinonimi
Sono elencati alcuni sinonimi per questa entità:
- Achillea oxyloba subsp. barrelieri (Ten.) F.Conti
- Anacyclus barrelieri  (Ten.) Guss.
- Anthemis barrelieri  Ten.
- Ptarmica barrelieri  (Ten.) DC.

### Specie simili
Tutti i millefoglio sono molto simili tra di loro. Questa entità (Achillea barrelieri e sottospecie), insieme a A. oxyloba, può essere distinta in quanto è l'unica ad avere l'infiorescenza con un solo capolino per ciascun fusto.